# リンドレイ・マレー
ロバート・リンドレイ・マレー（Robert Lindley Murray, 1892年11月3日 - 1970年1月17日）は、アメリカ・カリフォルニア州サンフランシスコ出身の男子テニス選手。第1次世界大戦中の全米選手権（現在の全米オープンテニス）で、1917年・1918年に男子シングルス2連覇を達成した人である。左利きの選手で、全米選手権男子シングルスの歴史を通じて3人目の左利き優勝者になった。彼は身長188cmほどの長身選手で、左腕から強力なサービスを繰り出し、素速くネットに詰めるサーブ・アンド・ボレーのプレースタイルを武器にした。

## 来歴
マレーはスタンフォード大学を卒業し、化学技師の仕事についた。第1次世界大戦の間、彼は火薬製造の仕事に従事していた。世界大戦の間も、テニスの全米選手権は途切れることなく開催が続行され、マレーは1916年の初出場時にはビル・ジョンストンとの準決勝まで勝ち進んだ。1917年の全米選手権は、赤十字社の資金集めのためのイベントとして開かれた。マレーは勤務先の化学工場「フッカー化学」（Hooker Chemical）社長の勧めにより、この“愛国的な”トーナメントに出場し、初進出の決勝でナサニエル・ナイルズを 5-7, 8-6, 6-3, 6-3 で破って初優勝した。1918年の全米男子シングルス決勝で、マレーは当時25歳のビル・チルデンを 6-3, 6-1, 7-5 のストレートで破り、大会2連覇を達成した。終戦後の1919年、彼は準々決勝でジョンストンに敗れて3連覇を逃し、この大会を最後に全米選手権を退いた。全米選手権男子シングルスにおける左利き優勝者は、ロバート・レンとビールズ・ライトに続き、マレーが史上3人目となる。
4年間の選手生活を終えた後、マレーはニューヨーク州バッファローに住んだ。1954年にロードアイランド州ニューポートの地に国際テニス殿堂が設立され、彼は1958年に殿堂入りを果たす。第1次世界大戦中の全米選手権2連覇から半世紀後、ロバート・リンドレイ・マレーは1970年1月17日にニューヨークのルイストン・ハイツにて77歳で死去した。